# Kaliforniai Egyetem (San Francisco)
A Kaliforniai Egyetem, San Francisco (angolul: University of California, San Francisco; rövidítve: UCSF) állami földadományozással létrehozott kutatóegyetem, ami a Kaliforniai Egyetemrendszer része és csak élettudománnyal, illetve egészségtudománnyal foglalkozik.
Az egyetemet Toland Orvostudományi Főiskola néven alapították 1864-ben, majd kilenc évvel később lett a Kaliforniai Egyetem része, mint annak orvostudományi kara. Ugyanebben az évben az intézmény része lett a Kaliforniai Gyógyszerészeti Főiskola, majd 1881-ben létrehozták fogászati iskoláját. Az egyetemnek voltak épületei Berkeley és San Francisco városaiban is. 1964-ben adminisztratív függetlenséget kapott, mint az egyetemrendszer egyik teljes jogú campusa. Mai nevét 1970-ben vette fel. Az egyetem fő campusa történelmileg Parnassus Heights szomszédságában volt található, de a 2000-es évek elején felépítettek egy második épületkomplexumot a Mission Bay kerületben is.
A U.S. News & World Report az Egyesült Államok harmadik legjobb orvostudományi egyetemének választotta, a Columbia és a Johns Hopkins Egyetemekkel holtversenyben. 2022-ben a második legtöbb pénzügyi támogatást kapták az Országos Egészségügyi Intézménytől. A UCSF Egészségügyi Központ az ország tizenkettedik, az állam harmadik legjobb kórháza. 2021-ben 1,71 milliárd dollárt költöttek kutatásra, ami a második legtöbb az egész Egyesült Államokban.
25 398 alkalmazottjával a második legnagyobb állami munkáltató a San Francisco Bay Areában. 1873 óta látnak el betegeket különböző kórházakban városszerte.

## Ranglista
| Egyesült Államok                            | Egyesült Államok |
| ------------------------------------------- | ---------------- |
| Academic Ranking of World Universities 2022 | 16               |
| Világszerte                                 |                  |
| Academic Ranking of World Universities 2023 | 21               |
| U.S. News & World Report 2022–2023          | 15               |

| Mesterképzések ranglistája | Mesterképzések ranglistája |
| -------------------------- | -------------------------- |
| Orvostudomány: Alapellátás | 2                          |
| Gyógyszerészet             | 2                          |
| Orvostudomány: Kutatás     | 3                          |
| Ápolás                     | 11                         |
| Fizioterápia               | 25                         |
| Kémia                      | 25                         |
| Szociológia                | 64                         |

## Statisztika
| Származás/etnikum | 2020-ban diplomázók | 2016-ban diplomázók |
| ----------------- | ------------------- | ------------------- |
| Afroamerikai      | 7,9%                | 6,2%                |
| Ázsiai            | 37,8%               | 34,9%               |
| Fehér             | 29,9%               | 33,9%               |
| Hispán            | 14,3%               | 11,7%               |
| Amerikai őslakos  | 0,6%                | 0,6%                |
| Ismeretlen        | 6,4%                | 8,9%                |
| Nemzetközi diák   | 3,2%                | 3,9%                |

## Galéria
- A Mission Bay Közösségi Központ
- Kültéri étkező az egyetem campusán
- A Helen Diller Rákkutató Központ
- A campus villamosmegállója

- A Kalmanovitz Könyvtár
- Az Egészségügyi Központ
- A campus egyik épülete
- Kilátás az egyetemre